# پل تورنلی
پل تورنلی (انگلیسی: Paul Thornley؛ زادهٔ ۱۹۵۰ میلادی) بازیگر اهل بریتانیا است.
از فیلم‌ها یا مجموعه‌های تلویزیونی که وی در آن‌ها نقش داشته‌است، می‌توان به پوآرو، بخشش، گریمزبی، مینیون‌ها، مرد باش و بینوایان اشاره نمود.